# Центральная синхронная система
Центральная синхронная система (Sistema Interconectado Central, SIC) — основная энергосистема переменного тока в Чили, охватывающая всю территорию страны от области Атакама на севере до Лос-Лагоса на юге. SIC объединяет 68,5% национальной генерации и обслуживает 93% населения Чили.
По состоянию на декабрь 2011 года общая установленная мощность составляла 12,9 ГВт (брутто) .

## Внешние ссылки
- Global Energy Network Institute
- Map of the Central Interconnected System
- Centro de Despacho Económico de Carga del Sistema Interconectado Central (CDEC-SIC) - Economic Load Dispatch Center of the Central Interconnected System